# ディコマーノ
ディコマーノ（伊: Dicomano）は、イタリア共和国トスカーナ州フィレンツェ県にある、人口約5,600人の基礎自治体（コムーネ）。

## 地理

### 位置・広がり
フィレンツェの約25㎞東北東に位置する。

#### 隣接コムーネ
隣接するコムーネは以下の通り。
- ロンダ
- マッラーディ
- ポンタッシエーヴェ
- ルーフィナ
- サン・ゴデンツォ
- ヴィッキオ

### 気候分類・地震分類
ディコマーノにおけるイタリアの気候分類 (it) および度日は、zona D, 2012 GGである。
また、イタリアの地震リスク階級 (it) では、zona 2 (sismicità media) に分類される。

## 行政

### 分離集落
ディコマーノには、以下の分離集落（フラツィオーネ）がある。
- Celle, San Detole (ex Contea), Corella, Frascole, Montedomini